# Peritassa mexiae
Peritassa mexiae är en benvedsväxtart som beskrevs av Albert Charles Smith. Peritassa mexiae ingår i släktet Peritassa och familjen Celastraceae. Inga underarter finns listade.